# Julus birmanicus
Julus birmanicus är en mångfotingart som beskrevs av Pocock. Julus birmanicus ingår i släktet Julus och familjen kejsardubbelfotingar. Inga underarter finns listade i Catalogue of Life.